# Svjetlost svijeta
Svjetlost svijeta je izraz koji je Isus koristio kao samoodređenje za sebe i svoje učenike. Ovim izrazom Isus svojoj zajednici namjenjuje prosvjetiteljsku ulogu širenja svjetlosti među ljudima. Pored ovog izraza, Isus za sebe i svoju zajednicu koristi i druge izraze kolektivnog samoodređenja poput „sinovi Božji“ (djeca Božja).

## Evanđelje po Mateju
U Evanđelju po Mateju, Isus izrazom "svjetlost svijeta" opisuje svoje učenike:
```
"Vi ste svjetlost svijeta. Ne može se sakriti grad što leži na gori. Niti se užiže svjetiljka da se stavi pod posudu, nego na svijećnjak da svijetli svima u kući. Tako neka svijetli vaša svjetlost pred ljudima da vide vaša dobra djela i slave Oca vašega koji je na nebesima." (Mt 5, 14-16).
```

Ovdje je izraz "svjetlost svijeta" izravno povezan s pričom o svjetiljci pod posudom.

## Evanđelje po Ivanu
U Evanđelju po Ivanu, Isus na više mjesta za sebe upotrebljava ovaj izraz:
```
"Ja - Svjetlost - do?oh na svijet da nijedan koji u mene vjeruje u tami ne ostane." (Iv 12,46).
```

```
"Isus im zatim ponovno progovori: "Ja sam svjetlost svijeta; tko ide za mnom, neće hoditi u tami, nego će imati svjetlost života." (Iv 8,12)
```

Isus objašnjava svojim učenicima "Dok sam na svijetu, svjetlost sam svijeta." (Iv 9,5), ali napominje da svjetlost neće još dugo biti među njima i da treba koristiti priliku da hodaju po svjetlu dok je još tu: "Još je malo vremena svjetlost među vama. Hodite dok imate svjetlost da vas ne obuzme tama. Tko hodi u tami, ne zna kamo ide. Dok imate svjetlost, vjerujte u svjetlost da budete sinovi svjetlosti!" (Iv 12,35-36)
Nezadovoljan odazivom ljudi na pojavu svjetlosti u svijetu, Isus zaključuje da su njihova djela zla i da zbog toga mrze svjetlost, jer bi voljeli da njihova pokvarena djela ostanu u tami:
```
"Svjetlost je došla na svijet, ali ljudi su više ljubili tamu nego svjetlost jer djela im bijahu zla. Uistinu, tko god čini zlo, mrzi svjetlost i ne dolazi k svjetlosti da se ne razotkriju djela njegova; a tko čini istinu, dolazi k svjetlosti nek bude bjelodano da su djela njegova u Bogu učinjena" (Iv, 3,19-21).
```

## Tumačenja
Svjetlost se kao alegorija mudrosti i dobrote koristi u mnogim religijama i filozofijama. U zavisnosti od konteksta i prijevoda, ovaj izraz može imati prosvjetiteljsko ili mistično značenje.
Kršćanska tradicija prenosi da Isus nije samo alegorijski bio svjetlost, već da se na planini Tabor i doslovno preobrazio u svjetlost, čemu su prisustvovali njegovi učenici. Ova mistična svjetlost se u pravoslavnoj teologiji naziva Taborska svjetlost.